# NGC 4024
NGC 4024 في الفهرس العام الجديد، هي مجرة، تقع في كوكبة الغراب (كوكبة). اكتشفت في 7 فبراير 1785 بواسطة ويليام هيرشل.

## روابط خارجية
- NGC 4024 على موقع ويكي سكاي: DSS2, SDSS, GALEX, IRAS, Hydrogen α, X-Ray, Astrophoto, Sky Map, Articles and images